# Бреза (Требње)
Бреза (словен. Breza) је насељено место у општини Требње, регија Југоисточа Словенија, Словенија.

## Историја
До територијалне реорганизације у Словенији била је у саставу старе општине Требње.

## Становништво
У попису становништва из 2011. године, Бреза је имала 102 становника.
| Број становника према пописима | Број становника према пописима | Број становника према пописима |
| ------------------------------ | ------------------------------ | ------------------------------ |
| 1991                           | 2002                           | 2011                           |
| 66                             | 83                             | 102                            |

Напомена: Године 2005. повећан за део насеља Камни Поток.